# 아카시아 바우에를레니이
아카시아 바우에를레니이(Acacia baeuerlenii)는 아카시아속 및 아속 다발성에 속하는 관목으로, 호주 동부의 작은 지역에 특산되어 있다.

## 설명
이 관목은 날씬한 습성을 가지고 있으며 일반적으로 1m에서 4m높이로 자란다. 각진 모서리에 흉선이 있고 가지에는 털이 나 있다. 아카시아종의 대부분과 마찬가지로 진짜 잎 대신에 잎모양의 엽상체를 가지고 있다. 상록성이며 위로 올라가는 엽상체는 보통 좁은 타원형이며 직선에서 약간 구부러진 형태이다. 매끄러운 엽상체는 길이가 6.5cm에서 15cm이며 너비가 4.5mm에서 13mm이다. 이 필로데스는 멀리 떨어진 여러 개의 중요한 신경을 가지고 있다. 6월에서 8월 사이에 꽃이 핀 후에는 1mm에서 10mm 길이의 축을 따라 한 개에서 세 개의 단순한 꽃차례를 만든다. 구형의 꽃머리는 지름이 6mm에서 11mm이고 30개에서 40개의 흰색에서 크림색의 꽃을 포함한다. 꽃 다음에는 털이 나고 가죽 같은 종자 포드를 만들어내며 이 포드는 직선이거나 가끔 비틀릴 수 있다. 이 포드는 폭이 6cm에서 10cm이고 너비가 6mm에서 8mm이다. 안에 들어 있는 종자는 길게 배열되어 있으며 둔한 짙은 갈색으로 폭이 넓고 탄탄한 에릴을 가지고 있다..

## 분류
이 종은 처음으로 공식적으로 기술된 것은 식물학자 조셉 메이든(Joseph Maiden)과 리처드 토마스 베이커(Richard Thomas Baker)에 의해 1896년에 이루어졌다. 그들의 작업 '뉴사우스웨일스주의 새로운 식물 종에 대한 설명'이 뉴 사우스웨일스 리네안 학회에서 발표되었다. 1987년 레슬리 페들리(Leslie Pedley)에 의해 라코스페르마 바우어를레니 (Racosperma baeuerlenii)로 분류되었으나, 2001년 다시 아카시아 속으로 옮겨졌다. 유의어로는 아카시아 바우어레니(Acacia baeuerleni)가 있다.이 품종명은 윌리엄(빌헬름) 바우엘렌(William Baeuerlen)에게 기존 샘플을 수집한 데에 영광을 표한다. 아카시아 테셀라타 (Acacia tessellata)와 아카시아 베눌로사 (Acacia venulosa)와 비슷한 외관을 가지고 있다.

## 분포
이 식물의 분포는 뉴사우스웨일스의 북동쪽인 맥클린(Maclean)과 레드락(Red Rock) 북쪽, 그리고 지브롤터 지대(Gibraltar Range)에서 시작하여 남쪽으로 남동향으로 헬리돈(Helidon) 근처까지 이어진다. 이 지역은 종종 건조한 경서로필 숲 지역의 일부로 모래 토양이 많이 분포한다.

## 추가 자료
- 아카시아 종 목록